# Методий Дебърско-Кичевски
Методий (на македонска литературна норма: Методиј Дебарско-кичевски) е духовник на Македонската православна църква, дебърско-кичевски митрополит от 1968 до 1976 година.

## Биография
Роден е в 1914 година в Прилеп, тогава в Сърбия, днес в Северна Македония със светското име Георги Попов (на македонска литературна норма: Ѓорѓи Попоски; на сръбски: Ђорђе Поповић). На 27 октомври 1936 година е ръкоположен за дякон, а за свещеник в юли 1937 година. На 13 март 1966 година е избран за велички епископ.
В 1967 година при провъзгласяването на незавсимостта на МПЦ Величката епархия е възстановена, а след една година в 1968 година е прекръстена на Дебърско-Кичевска, а Методий е интронизиран за дебърско-кичевски митрополит.
Управлява епархията до смъртта си на 25 февруари 1976 година. Погребан е в двора на охридската църква „Света Богородица Каменско“.